# Niphates recondita
Niphates recondita är en svampdjursart som först beskrevs av Wiedenmayer 1977.  Niphates recondita ingår i släktet Niphates och familjen Niphatidae.
Artens utbredningsområde är Bahamas. Inga underarter finns listade i Catalogue of Life.